# 프랑스 서인도 회사
프랑스 서인도 회사(영어: French West India Company, 프랑스어: Compagnie des Indes occidentales)는 1664년 프랑스가 설립한 임대 회사였다.

## 개요
임대로는 그들에게 땅과 캐나다, 아카디아, 안틸레스, 카이엔 그리고 아마존에서 오리노코강에 이르는 남미의 영지를 임대했다. 그들은 이들 지역에서 배타적인 상권을 가지고 있었으며, 세네갈이나 기니만 연안에 40년간 절반의 조세만 내면 되었다.
자본도 막강했다. 6개월 이하의 45척의 배가 갖춰져 있었고, 그들에게 허용된 모든 곳을 소유할 수 있었다. 그러나 이 회사는 단지 9년만 존속했을 뿐이다. 1674년 허가가 철회되었고, 많은 나라에서 예전처럼 왕의 소유로 재통합되었다. 왕이 이러한 조치들을 변제하였다.
이 철회는 부분적으로 영국과의 전쟁으로 인해 기인된 회사의 재정 악화와 그로 인해 많은 부채를 안고 있었다. 심지어는 기니 만 연안의 배타적 권리조차도 양도했을 뿐만 아니라 프랑스로부터 빼앗은 네덜란드로부터 서인도 제도의 상업을 회복하기 위함이기도 했다. 회사의 허용으로 안틸레스의 항로에 익숙해진 프랑스 상인들은 회사의 해체 이후에도 그곳을 고수하였다.

## 같이 보기
- 프랑스 동인도 회사
- 인도 회사